# TsKIB SOO
O TsKIB SOO (russo: ЦКИБ СОО) é um escritório de design de armas da Rússia com sede em Tula, na Rússia. Foi criado em 1946 e atualmente é gerenciado como uma filial do KBP Instrument Design Bureau. O nome é um acrônimo para Escritório Central de Design e Pesquisa de Armas Esportivas e de Caça.

## Produtos
Esses são alguns dos mais conhecidos produtos do TsKIB SOO:
- MTs 5, MTs 6, MTs 7, MTs 8, MTs 30, MTs 109, MTs 110, MTs 111, MTs255 Espingardas de caça de alta qualidade.
- TKB-022PM, TKB-0146, TKB-408, TKB-517 protótipos de fuzis de assalto
- OTs-38 Stechkin revolver silencioso
- OTs-14 Groza fuzil de assalto
- ASh-12.7 fuzil de batalha em 12.7 mm
- OSV-96 fuzil de precisão em 12.7 mm
- Metralhadoras NSV e Afanasev A-12.7 em 12.7mm
- Lança granadas em 40mm GP-25/GP-30/GP-34 e RG-6 lançador de granadas
- AGS-40 Balkan Lança granadas automático em 40 mm
- Afanasev Makarov AM-23 canhão de avião
- "Rys" série de escopetas